# 3 Karpacki Pułk Artylerii Lekkiej
3 Karpacki Pułk Artylerii Lekkiej (3 pal) – oddział artylerii lekkiej Polskich Sił Zbrojnych.
Powstał 21 stycznia 1942 w Ługowaja w ZSRR jako 10 Pułk Artylerii Lekkiej. 1 kwietnia pułk wraz z 10 DP przypłynął do portu Pahlevi w Iranie w ramach pierwszej ewakuacji. 10 pal (10 DP) włączony został w skład 3 Dywizji Strzelców Karpackich. 6 maja 1942 zarządzeniem L.dz.2130/I/Tjn./42 dowódcy Wojsk Polskich na Bliskim Wschodzie, 10 pal przeformowany został w 3 Karpacki Pułk Artylerii Lekkiej. Po zakończeniu walk pełnił we Włoszech służbę wartowniczą.

## Formowanie i zmiany organizacyjne
Od 13 maja rozpoczęto się intensywne szkolenie. W czerwcu pułk otrzymał pełne wyposażenie bojowe. Kolejne wizytacje przełożonych miały na celu sprawdzenie stopnia gotowości bojowej. W początkach września zakończono szkolenie w Palestynie. Rozkaz nr 115 z 19 września nakazywał pułkowi przegrupować się do Iraku. Część pułku przegrupowano drogą morską przez Suez, Morze Czerwone, Morze Arabskie, Ocean Indyjski, Zatokę Perską udawała się do portu Basra w Iraku. Reszta pułku maszerowała drogą kołową.
21 września zaokrętowano pułk na holenderski statek, by po paru dniach przypłynąć do portu Basra, skąd w dalszą drogę koleją przez Bagdad część pułku udała się do m. Jaluala na nowe miejsce postoju. Po krótkim czasie przybył transportem kołowym pozostała część pułku. W Iraku nadal szkolono się. Do Ośrodka Wyszkolenia Artylerii w Habbaniyi oddelegowano na przeszkolenie oficerów i podchorążych. Szkolono łącznościowców i kierowców. W połowie grudnia przesunięto pułk w okolice Mosulu w celu ochrony rurociągów przed dywersją. W tym czasie jeden z dywizjonów pełnił służbę instruktażową w Centrum Wyszkolenia Artylerii w Khanaqin. W styczniu 1943 żołnierze zostają oddelegowani do Szkoły Podoficerów Artylerii. Pułk zmienia po raz kolejny miejsce postoju. Rozbija obóz nad rzeką Mały Zab w rejonie Altun Kopru. W porze letniej zawieszono szkolenie dzienne. Temperatury dochodzące do 60 °C w cieniu powodują, że częste są przypadki udaru słonecznego.
W czasie pobytu na Środkowym Wschodzie odwiedza dywizję gen. Władysław Sikorski. To było duże przeżycie dla żołnierzy. W związku z planowanym udziałem pułku na froncie pierwsza grupa kwaterunkowa opuszcza Irak 29 lipca 1943. W połowie września pułk dostaje rozkaz wymarszu. Marszem kołowym udaje się do Palestyny, gdzie zajmuje obóz w rejonie miejscowości El Khassa. W listopadzie grupa żołnierzy pułku bierze udział w ćwiczeniach górskich w Libanie i Syrii. W okresie tym dezerteruje z pułku 27 żołnierzy narodowości Żydowskiej. Pomiędzy 23, a 27 listopada 1943 pułk został przetransportowany do obozu wojskowego w Qassasin w Egipcie. 12 grudnia stan osobowy pułku został załadowany w Suezie na statki i poprzez Port Said w dniu 16 grudnia wypłynął w morze do Włoch. Osiągając 22 grudnia 1943 roku port Taranto we Włoszech. Pojazdy i działa były załadowane w tym czasie w porcie w Aleksandrii, celem przetransportowania do Włoch.

## Działania bojowe
Stan osobowy pułku został zakwaterowany w obozie wojskowym Massa Caselle, a od 26 grudnia w następnym obozie w Massa di Tesco. Po otrzymaniu sprzętu transportowego, w połowie stycznia 1944 roku pułk został przesunięty do Canosa di Puglie. Prowadzono w tym okresie aklimatyzację do warunków panujących we Włoszech, a także szkolono się z zakresu wykrywania, rozbrajania i usuwania min stron walczących. Pod koniec stycznia dotarła reszta uzbrojenia i wyposażenia w tym działa pułku.
Obrona nad rzeką Sangro
W chwili wejścia do działań pułk liczył 48 oficerów i 625 szeregowych, wyposażony był w 24 działa 25-funtowe i 167 pojazdów. 2 lutego 3 Karpacki pal wyruszył na odcinek bojowy nad rzeką Sangro. Tego dna zluzował brytyjski 76 pułk artylerii ciężkiej zajmując stanowiska ogniowe w rejonie miejscowości Acquaviva i Vastogirardi, stanowił artyleryjską grupę ogólnego działania „Rionero”, natomiast II dywizjon wchodził w skład grupy wsparcia bezpośredniego 2 Brygady Strzelców Karpackich. W dniach 16–18 lutego pułk I i II dywizjonem uczestniczył w przygotowaniach do operacji „Tytus” (działania pozorujące natarcie 2 bsk, odwracające uwagę od natarcia amerykańskiej 34 DP na system obrony w miasteczku Cassino i pobliskie wzgórza). I dywizjon zajął stanowiska ogniowe w Montenero, II dywizjon w rejonie Rionero. Po próbnych wstrzeliwaniach w rejon Alfedena, Punkt Obserwacyjny dowódcy pułku i oba PO dywizjonów zostały ostrzelane przez wrogie moździerze. 17 lutego II dywizjon prowadził ogień zaporowy w obronie placówki 2 bsk w rejonie stacji kolejowej Alfedena, oba dywizjony 3 Karpackiego pal i II dywizjon 1 Karpackiego pal przyczyniły się do odparcia dwóch silnych kontrataków na pozycje placówki 2 bsk. Od 20 lutego II dywizjon wspierał 2 Brygadę Strzelców Karpackich zajmując stanowiska ogniowe w rejonie miejscowości Roccasicura. I i III dywizjony wspierały w dalszym ciągu 1 BSK na odcinku Rionero. 24 lutego lotnictwo nieprzyjaciela zbombardowało stanowiska ogniowe II dywizjonu. Przez okres lutego marca na ogół z tych samych stanowisk dywizjony wykonywały ognie nękające i nawały ogniowe na wykryte stanowiska nieprzyjaciela i rejony jego dróg do frontowych. Ponadto na żądanie piechoty prowadził ognie wspierające, oraz wystrzeliwała pociski propagandowe z ulotkami. 15 kwietnia 3 Kpal bez III dywizjonu odszedł do dyspozycji dowódcy brytyjskiego 23 pal, natomiast III dywizjon wyznaczono od 14 kwietnia do wsparcia 15 pułku ułanów Poznańskich na odcinku Capracotta. 21 kwietnia dowódca pułku płk K. Stafiej uległ ciężkiemu wypadkowi komunikacyjnemu. 25 kwietnia pułk opuścił stanowiska nad rzeką Sangro.
Bitwa o Monte Cassino
Pomiędzy 26, a 28 kwietnia 1944 roku 3 pułk zajął stanowiska ogniowe w rejonie S. Michele w masywie Monte Cassino. Zorganizowano punkty obserwacyjne, główny na wzg. 580, wybudowano sieć połączeń telefonicznych pomiędzy PO i stanowiskami ogniowymi. Od godziny „G” 11 maja do godz. 8.00 12 maja pułk uczestniczył w przygotowaniu ogniowym natarcia oraz prowadził ognie na żądanie 1 i 2 bsk na wskazane przez nich cele, wystrzeliwując 8300 pocisków. Przez cały dzień 12 maja na żądanie piechoty, prowadził ostrzał pozycji niemieckich i likwidował niemieckie kontrataki na pozycje 1 BSK, wystrzelał do godziny 20.00, 5700 pocisków. 13 maja na żądanie 3 bsk i prowadzone ognie obserwowane oraz z mapy pułk wystrzelał następne 4700 pocisków. 14 i 15 maja prowadzi pułk ognie zaporowe, a także pojedynki z artylerią niemiecką, znajduje się pod ostrzałem. 16 maja pułk prowadzi ognie nękające poza liniami nieprzyjaciela oraz wystrzeliwuje pociski propagandowe. 17 maja od godz. 8.30 pułk wspiera ogniem natarcie 4 bsk na wzg. 593 i 6 bsk na „Gardziel” i folwark Mass Albaneta. W trakcie walk o wzg. 593 poległ zastępca dowódcy pułku mjr Józef Stojewski-Rybczyński, który towarzyszył dowódcy 4 bsk jako wysunięty obserwator artyleryjski. Pod koniec maja 3. Karpacki pal zszedł ze stanowisk ogniowych i udał się na odpoczynek w okolice Morcone. Na apel dowództwa o wstępowanie ochotnicze do piechoty, z pułku zgłosiło się 9 szeregowych.
Bitwa o Ankonę
Od 12 czerwca pułk ponownie został przesunięty w rejon działań bojowych przemieszczając się w rejon Capella sul Tavo. Następnie przystępując do pościgu pułk dotarł do miejscowości Fermo. 26 czerwca zajął stanowiska ogniowe w rejonie Granaro. Od 28 czerwca 3 Kpal prowadził ostrzał pozycji nieprzyjaciela i jego kolumn podczas odwrotu znad rzeki Chienti. Od dnia 1 lipca 1944 r. I dywizjon wspierał Pułk Ułanów Karpackich w pozorowanym natarciu na Ankonę pomiędzy brzegiem morza, a drogą nr 16. 2 lipca reszta pułku zajęła stanowiska ogniowe (SO) w rejonie miasta Recanati. Natomiast I dywizjon prowadził ostrzał wrogich pozycji na linii rzeki Musone. 3 lipca pułk bez I dywizjonu zajął SO na północ od Loreto. 9 lipca I dywizjon współdziała w opanowaniu wzg. Monte Freddo przez 2 kompanię komandosów (111 kompanię ochrony mostów), a następnie wspomagał obronę tego wzgórza przed niemieckimi kontratakami. Wkraczając w dniu 18 lipca do Ankony wraz z PUK i 2 kompanią komandosów. Reszta pułku w ramach Artylerii Dywizyjnej 3 DSK wykonuje ognie wspierające z SO w rejonie Osimo i Ankony. 19 lipca pułk zajął SO na południe od miasta Polombino. 20 lipca I dywizjon wraz z PUK przeszedł do pościgu. 3 Kpal od nocy 20/21 lipca wspiera 4 pułk pancerny i 1 bsk ze stanowisk w M. Marciano. Działania te pułk wykonuje w ramach grupy „CIS”, której dowództwo sprawuje dowódca pułku płk dypl. K. Stafiej. I dywizjon wspiera ogniem natarcie czołgów i piechoty na S. Silvestro.
Od Ancony do Linii Gotów
24 lipca 3 pułk wszedł w skład zgrupowania dowódcy 2 BSK, a II dywizjon bezpośrednio współdziałał z 5 bsk. Stanowiska dywizjonu znalazły się pod ogniem artylerii niemieckiej, poległo dwóch żołnierzy. Tego też dnia został ostrzelany PO III dywizjonu, gdzie poległ jeden z żołnierzy. 24 i nocą na 25 lipca III dywizjon pułku skutecznie wspierał piechotę, 6 bsk podczas obrony zdobytych wcześniej pozycji, w trakcie walk poległ następny żołnierz tego dywizjonu. W dniu 28 lipca pułk zajął stanowiska w rejonie miasta Senigalia, z których w następnych dniach II i III dywizjony wspierały 5 bsk w walce o miejscowość Scapezzano. I dywizjon w dalszym ciągu współdziała z PUK, 6 sierpnia podczas ostrzału przez wrogie moździerze PO tego dywizjonu poległo 2 żołnierzy, a 1 został ranny. Tego też dnia uległ wypadkowi motocyklowemu dowódca I dywizjonu. W czasie walk o miejscowości Scapezzano i S. Lucia w dniach 9–10 sierpnia cały pułk wspierał natarcie 2 BSK wystrzeliwując ponad 5000 pocisków. Działania te przyczyniły się do opanowania przedmiotów natarcia i wyrzucenia nieprzyjaciela za rzekę Cesano. W trakcie zmiany stanowisk obserwacyjnych 11 sierpnia 1944 r. na minie wyleciał na minie samochód Willys, w którym poległo 2 żołnierzy, a 2 zostało rannych. Od 18 do 21 sierpnia pułk wspierał 2 BSK w czasie walk nad rzeką Metauro o miejscowości Constanzo, Mondolfo wystrzeliwując 2900 pocisków. Po wykonaniu zadania od 23 sierpnia pułk zajął nowe stanowiska ogniowe w rejonie S. Constanzo został podporządkowany 5 Kresowej Dywizji Piechoty, wspierał jej oddziały w walkach w kierunku rzeki Foglia. Od 31 sierpnia pułk powraca do macierzystej 3 DSK i od 1 września bierze udział we wsparciu walk 1 BSK i 1 pułku ułanów Krechowieckich mających za zadanie przełamanie „Linii Gotów”. Po przełamaniu obrony wroga wspólnie z I Korpusem Kanadyjskim na Linii Gotów, 2 Korpus Polski przechodzi do odwodu i zostaje skierowany na odpoczynek. 3 Karpacki pułk artylerii lekkiej został skierowany do Porto Civitanowa, gdzie od 8 września zajmuje kwatery wypoczynkowe. Żołnierze wyjeżdżają na urlopy, nadawane są odznaczenia i awanse, przybywają uzupełnienia osobowe oraz prowadzona jest naprawa uzbrojenia i sprzętu.
Walki w Apeninach Emiliańskich
20 października 1944 roku 3 Kpal został dyslokowany do miejscowości Giovi w pobliżu Arezzo. 5 listopada pułk marszem udał się na SO Rocca S. Casciano. 6 listopada pułk po zajęciu PO w liniach piechoty 1 BSK wspierał natarcie 1 bsk. Tego dnia ranny został dowódca pułku płk dypl. K. Stafiej w trakcie prowadzenia rozpoznania linii obrony nieprzyjaciela. Od 7 listopada przez okres tygodnia do współdziałania z 12 pułkiem ułanów Podolskich został wyznaczony I dywizjon pułku. Pułk wspierał w natarciu ułanów na miejscowość S. Ruffilo, a piechotę 1 BSK na wzg. Trebbio. Od 8 listopada III dywizjon wspierał 5 bsk. Zajęto stanowiska w rejonie na płd.-zach. od Dovadola w dniach 12–13 listopada 1944 r. W trakcie walk 5 bsk zdobył Monte Casole, a 12 puł o wzg. 454. Ułani po zdobyciu nakazanego przedmiotu terenowego przeszli do odwodu, a I dywizjon dołączył do macierzystego pułku. 16 listopada całość pułku wspomagała ogniem artyleryjskim natarcie na Monte Fortino. Od 20 listopada I dywizjon wspierał bezpośrednio 5 bsk w natarciu na Campo Rotondo i Romana i Monte Piano. Reszta pułku zajęła SO w rejonie Castrocaro. Dwudniowe walki pułku dały zużycie 3300 wystrzelonych pocisków. 23 listopada pułk całością sił dokonał kilka ześrodkowań ogniowych na korzyść nacierającej piechoty. Tego dnia dowództwo pułku objął mjr Wojciech Biliński. 30 listopada pułk zajął SO w rejonie Scavignano. 4 grudnia pułk prowadził 50 minutowe przygotowanie artyleryjskie dla piechoty, która zdobyła wzg. Bago, 3 bsk wzg. M.S. Rinaldo, a 2 bsk Montecchio i C.di Gallo. Od 6 do 17 grudnia 1944 roku pułk wspierał 1 bsk. Doskonałe współdziałanie pułku z piechotą 1 bsk w dniu 14 i 15 grudnia doprowadziło do opanowania wzg. Besdone i Casette di Sopra. Po zluzowaniu 3 DSK przez 5 KDP artyleria karpacka pozostała w linii i współdziałała z 6 Lwowską Brygadą Piechoty. 3 pułk karpacki wspierał 18 lwowski batalion strzelców, a III dywizjon współdziałał z włoską Brygadą „Maiella”. 31 grudnia 1944 roku prowadził ognie nękające i obserwowane. Podobne działania prowadził do 5 stycznia 1945 roku. W okresie grudnia i stycznia z pułku odeszło kilkunastu oficerów do jednostek artylerii nowo organizowanych tj. w 1 Korpusie Polskim w Wielkiej Brytanii, 2 Korpusu (12, 13 pac, 8 pal oraz do szkół i jednostek szkolono-zapasowych). 5 stycznia pułk odszedł na odpoczynek do Mercato Saraceno.
Obrona nad rzeką Senio
Od 20 stycznia pułk powrócił na linię frontu zajął SO w rejonie miejscowości Brizighelli. Od 9 lutego pułk zajmuje rejon bezpośrednio nad rzeką Senio wspierając 2 BSK, a od 10 lutego aktywnie wspiera obronę piechoty poprzez prowadzenie ogni nękających na wykryte punkty oporu nieprzyjaciela. 4 marca pułk położył ognie zaporowe na miejsce wypadu nieprzyjaciela przez rzekę Senio, który ze stratami 16 nieprzyjacielskich żołnierzy został odparty. Pułk wspierał bataliony 2 BSK w obronie nad Senio do chwili rozpoczęcia operacji „Buckland”.
Bitwa o Bolonię
9 kwietnia 1945 roku 3 K.pal miał zadanie wspierać bezpośrednio 5 bsk w natarciu przez rzekę Senio. Podczas lotniczego przygotowania natarcia, część lotnictwa bombowego pomyłkowo zbombardowała stanowiska 5 bsk oraz PO III dywizjonu w wyniku czego; poległ 1 żołnierz, 4 zostało rannych. 5 bsk przy wsparciu artylerii wykonał zadanie. Od 10 kwietnia do końca dnia 12 kwietnia I dywizjon współdziałał z 4 bsk w walkach o Bagnara di Romagma oraz o zdobycie przyczółka na rzece Santerno. Od 18 kwietnia pułk wspierał natarcie 2 Brygady Pancernej stanowiącej główną siłę grupy „Rak”. 3 karpacki pułk współdziałał z 13 wileńskim batalionem strzelców „Rysie” oraz 4 pułkiem pancernym. 19 kwietnia pułk wykonał „walec ogniowy” o kryptonimie „Baraż” dla 13 wbs „Rysie” podczas forsowania rzeki Gaiana, a następnie nazajutrz podczas dojścia do rzeki Idice i jej forsowania. Tego też dnia w godzinach przedwieczornych na PO II dywizjonu nieprzyjaciel kieruje nawałę ogniową wielolufowych moździerzy „Nebelwerferów” w wyniku czego z ciężkich ran umiera 2 żołnierzy, 3 kolejnych odnosi ciężkie rany. Nocą 20/21 pułk oddał ostatnie salwy w wojnie. W trakcie walk na froncie ze składu pułku poległo i zmarło z ran odniesionych na polu walki 15 żołnierzy
Artylerzyści 3 Karpackiego pułku artylerii lekkiej po wojnie
Po zakończeniu walk 3 pułk artylerii lekkiej przez kilka tygodni stacjonował w rejonie Bolonii. W połowie czerwca 1945 roku został zgrupowany w rejonie Ascoli Piceno. Tam przebywał do jesieni 1945 roku. W późniejszym okresie pułk pełnił służbę wartowniczą w różnych częściach Półwyspu Apenińskiego. W połowie sierpnia 1946 roku pułk opuścił Włochy został przetransportowany do Wielkiej Brytanii i tam na przełomie 1946/1947 roku wszedł w skład PKPiR.

## Organizacja i obsada personalna
Dowódcy pułku

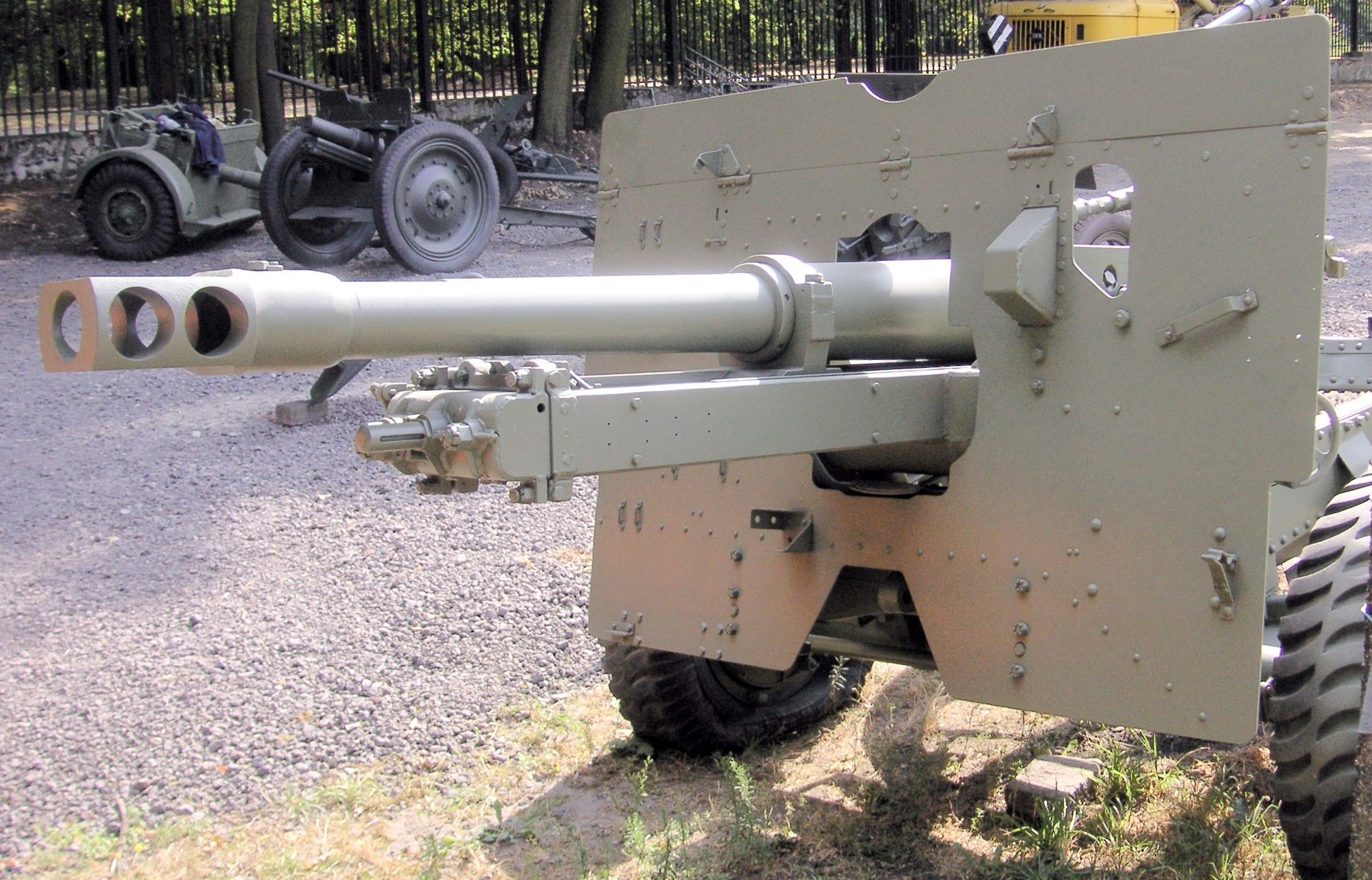
Angielska haubicoarmata 25-funtowa

- ppłk Stefan Swinarski – (od III 1942 do 23 V 1942)
- ppłk/płk dypl. inż. Kazimierz Stafiej[18] – od 23 V 1942, 21 IV 1944 r. (ranny w wypadku samochodowym w szpitalu)[19][20]
- mjr Józef Stojewski-Rybczyński (p.o. 21 IV[21] – 7 V 1944)
- płk dypl. inż. Kazimierz Stafiej do 6 XI 1944[22] (ranny w Apeninie Emiliańskim odesłany do szpitala)
- mjr Zdzisław Tułodziecki p.o. d-cy pułku – (od 6 XI do 23 XI 1944)
- mjr / ppłk Wojciech Biliński[23] – (od 23 XI 1944 do rozformowania pułku)

Zastępcy dowódcy pułku
- mjr Józef Stojewski-Rybczyński (23 V 1942[24] – +17 V 1944)[20]
- mjr Jerzy Janasiewicz(od 15 VI[25]- 20 X 1944[26])
- mjr Zdzisław Tułodziecki[23](20 X[26] – 6 XI 1944[22])
- kpt. Bohdan Więckowski (p.o. 6-23 XI 1944[22])
- mjr Zdzisław Tułodziecki (od 23 XI 1944)

Obsada pułku:
- dowódca – ppłk Kazimierz Stafiej
- zastępca – mjr Józef Stojewski-Rybczyński

Dowódcy I dywizjonu
- mjr Zdzisław Tułodziecki (do 7 VIII 1944[27])[20]
- kpt. Władysław Łuczyński (7 VIII 1944[27] – 1947)
- por. / kpt. Jan Łojko (p.o. 30 I – 3 IV 1945)

Zastępcy dowódcy I dywizjonu
- por. / kpt. Władysław Łuczyński
- por. / kpt. Jan Łojko

bateria dowodzenia
- por. Zdzisław Martyszus
- ppor. Zbigniew Śmietana

1 bateria
- por. Jerzy Wycisk
- por. Jerzy Trzebiński[26]
- por. Władysław Bogusz

2 bateria
- por. Jan Uklejski
- por. Eugeniusz Rudzki
- p.o. ppor. Roman Płoszczański
- por. Stefan Ankiewicz

Dowódcy II dywizjonu
- mjr Jerzy Janasiewicz[20]
- kpt. Tadeusz Bober
- kpt. Józef Olszewski (od 15 XII 1944[28])

Zastępcy dowódcy II dywizjonu
- kpt. Tadeusz Bober
- por. / kpt. Józef Olszewski
- por. Adam Kornafel

Dowódcy baterii dowodzenia
- por. Józef Czachorowski
- ppor. Stefan Gędźba

Dowódcy 3 baterii
- por. Eugeniusz Kupiec
- por. Konrad Hykiel[26]

Dowódcy 4 baterii
- por. Józef Olszewski
- por. Teodor Sołtyszewski
- ppor./por. Edward Sadowski[26] (do +20 IV 1945)
- ppor./por. Zbigniew Adam Wizimirski (od 21 IV 1945)

Dowódcy III dywizjonu
- kpt. Bohdan Więckowski[20]
- kpt. Zbigniew Godon (od 25 XI 1944[28])

Zastępcy dowódcy dywizjonu
- kpt. Józef Brzeziński
- por. Eugeniusz Kupiec

Dowódcy baterii dowodzenia
- ppor. / por. Józef Śledziewski
- ppor. Kazimierz Grzegorzek

Dowódcy 5 baterii
- por. Jan Łojko
- por. Bronisław Wacław Limanowski[26]
- ppor. Andrzej Kobiela[28]

Dowódcy 6 baterii
- por. Feliks Ruszała
- por. Adam Władysław Kornafel[26]
- por. Zdzisław Styczyński[28]

Obsada pułku (rozkaz pułkowy nr 116 z 31 grudnia 1944)
- dowódca – mjr Wojciech Biliński
- zastępca – mjr Zdzisław Tułodziecki
- adiutant – por. Jan Wadowski
- dowódca I dywizjonu – kpt. Władysław Filip Łuczyński[23]
  - 1 bateria – por. Jerzy Trzebiński
  - 2 bateria – por. Eugeniusz Maciej Rudzki
- dowódca II dywizjonu – kpt. Józef Franciszek Olszewski[23]
  - 3 bateria – por. Konrad Hykiel
  - 4 bateria – por. Edward Sadowski †20 IV 1945[29]
- dowódca III dywizjonu – kpt. Zbigniew Jerzy Godon[a][23]
  - 5 bateria – por. Andrzej Kobiela
  - 6 bateria – por. Zdzisław Styczyński

Ponadto służbę w pułku pełnili:
- por. Stefan Bakinowski[b],
- ppor. Edward Cierach[31] ,
- ppor. Tadeusz Czerkawski,
- ppor. Jan Figiel[31] ,
- plut. Adam Maślaniec ,
- kpr. pchor. Gustaw Herling-Grudziński
- bomb. Czesław Dzimidzik[31] .

Każdy dywizjon posiadał dwie baterie artylerii po 4 haubicoarmaty 25-funtowe
Pułk liczył (etatowo):
- oficerów – 50
- podoficerów i kanonierów – 679
- 25 funtowych armat – 24

## Symbole pułkowe
Proporzec:
Pułk posiadał proporzec (trójkąt równoboczny) barwy zielono-czarnej na drzewcu zakończonym głowicą w kształcie odznaki 3 DSK. Napis na proporcu – 3 Karp. P.A.L.”
Odznaka pamiątkowa:
Żołnierze i oficerowie nosili odznakę 3 DSK na kołnierzach zielono-czarne korpusówki.